# Robert Znajomski

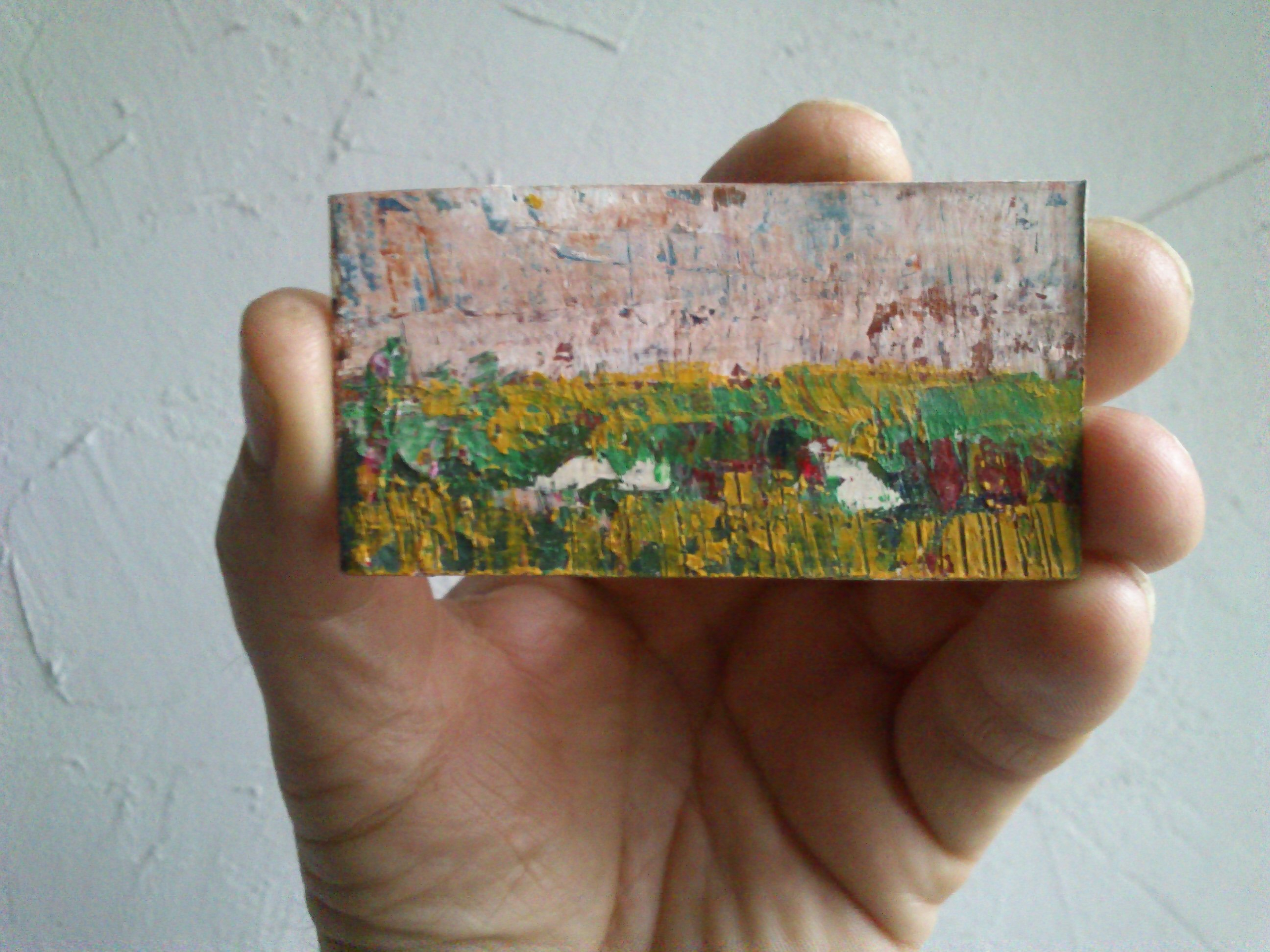
Przykład pracy Znajomskiego

Robert Marek Znajomski (ur. 1 stycznia 1968 w Hrubieszowie, zm. 7 stycznia 2021 w Łęcznej) – polski artysta plastyk, grafik, pedagog i twórca mail-artów.

## Życiorys
Ukończył Liceum Ogólnokształcące im. Bartosza Głowackiego w Tomaszowie Lubelskim. Był absolwentem Wydziału Artystycznego Uniwersytetu Marii Curie-Skłodowskiej w Lublinie. Zajmował się malarstwem, rysunkiem, grafiką, fotografią, mailartem i ekslibrisami. Był organizatorem kilkudziesięciu wystaw indywidualnych i uczestniczył w ponad 500 wystawach zbiorowych i projektach artystycznych w Polsce i za granicą. Tematyką jego prac jest szeroko pojmowana natura i jej przekształcanie poprzez formy geometryczne i abstrakcję. W rysunku jego motywem przewodnim jest człowiek i przedmiot. Był członkiem Polskiego Stowarzyszenia Nauczycieli Plastyków, Zrzeszenia Łódzkich Odkrywców Metali ZŁOM i IUOMA. Sprawował funkcję wiceprezesa Łęczyńskiego Stowarzyszenia Twórców Kultury i Sztuki PLAMA. Był nauczycielem sztuk plastycznych w szkole podstawowej. Jego prace są często wykorzystywane na łamach czasopisma artystycznego „Nestor” ukazującego się w Krasnymstawie. Zmarł w wyniku powikłań po COVID-19.

## Wystawy indywidualne
- Wojewódzki Dom Kultury w Zamościu – 1994[7]
- Galeria 31 Filii 31 Biblioteki im. Hieronima Łopacińskiego w Lublinie – 1998[8]
- Kolory Źródłem Inspiracji – Dom Kultury „Pogórze” w Krakowie – 2004[9]
- Grafika – Muzeum im. Jana Dzierżona w Kluczborku – 2007[10]
- Słubicki Miejski Ośrodek Kultury w Słubicach
  - Recykling – 2008[11]
  - Anioły są wszędzie – 2014[12]
  - Katedry – Galeria Mała – 2016[13]
  - Farba i stare książki – 2018[14]
- Anioły codzienne i inne marzenia – Wołczyński Ośrodek Kultury w Wołczynie – 2008[15]
- Anioły codzienne i inne marzenia – Muzeum Regionalne w Oleśnie – 2009 wraz z Leszkiem Frey-Witkowskim[16]
- Kolor – Galeria Osiedlowego Domu Kultury w Łęcznej – 2010[17]
- Pocztówki – małe formy rysunkowe – Galeria Mała Smok w Słubicach – 2012[18]
- Rysunek – Galeria Świetlik Gminny Ośrodek Kultury w Milejowie – 2013[19]
- Grafika Ulicy – Centrum Informacji Turystycznej w Łodzi – 2015 wraz z Andrzejem Pukaczewskim[20]
- Kreski i Kreseczki – Galeria Inter Libros – Biblioteka Miejska w Puławach (miasto) – 2015[21]
- Kreski i Kreseczki – Galeria Centrum Kultury w Łęcznej – 2015[22]
- Grafika – Galeria Oranżeria Radzyń Podlaski – 2017[23]
- Rysunek – Centrum Kultury i Promocji w Kraśniku – 2018[24]
- Rysunek – Janowski Ośrodek Kultury w Janowie Lubelskim – 2018[25]
- Kreski i Kreseczki – Galeria Wojewódzkiego Ośrodka Kultury w Lublinie – 2018[26]
- NieoKreślone. Sztuka kreski Roberta Znajomskiego – Muzeum Papiernictwa w Dusznikach-Zdroju – 2018[3]
- Rysunek – Gminny Ośrodek Kultury w Grabowcu – 2020[27]

## Wystawy pośmiertne
- Centrum Kultury – Osiedlowy Dom Kultury w Łęcznej
  - Wystawa w oknie – 2021[28]
  - In Memoriam – 2022[29]
- Wystawa rysunku i kolażu Roberta Znajomskiego pt. „Kreski i kreseczki” w Galerii „Za Szybą” w MOK-u Świdnik – 2021[30]
- Tytuł 1275 (tyle przeciętnie metrów linii jest na jednym płótnie  format 60 x 80) w Galerii Małej Smoku Słubice – 2021[31]
- Malarstwo R.Znajomski, M.Andała, M. Andała – Galeria Andała w Kazimierzu Dolnym – 2021[32]
- Wystawa Retrospektywna – Galeria Wydziału Artystycznego UMCS w Lublinie – 2021[33]
- Wystawa Malarstwa – Biblioteka Państwowej Wyższej Szkoły Zawodowej w Chełmie – 2021[34]
- Creamy Cafe w Lublinie – 2021[35], 2022, 2023[potrzebny przypis]
- Wystawa Robert Znajomski IN MEMORIAM – Galeria Collegiata – Powiatowa Biblioteka Publiczna w Krasnymstawie – 2022[36]
- Robert Znajomski i Roman Mucha – Oblicza Zamojskiej Grafiki „In Memoriam” – BWA Galeria Zamojska w Zamościu – 2022[37]
- Ex-libris Robert Znajomski – Filia nr 1 Miejsko-Gminnej Biblioteki Publicznej im. Zbigniewa Herberta w Łęcznej 2022[38]
- Mail art! – Ze Zbiorów Roberta Znajomskiego – Pracownie Fryderyk w Lublinie – 2022[39]
- Mail art! – Wystawa ze zbiorów Roberta Znajomskiego – Galeria Preludium Dzielnicowy Dom Kultury SM „Czechów” w Lublinie – 2022[40]
- Grafika – Parczewski Dom Kultury w Parczewie – 2022[41]
- Retrospektywa Malarstwo Grafika Kolaż – Konstanciński Dom Kultury „Hugonówka” w Konstancinie-Jeziornie – 2022[42]
- Robert Znajomski Ekslibrisy – Dom Kultury 502/Widzewska Galeria Ekslibrisu w Łodzi – 2022[43]
- Galeria Melina w Gliwicach – 16 grudnia 2022 – 25 stycznia 2023[44]
- Ekslibrisy – Filia 36 MBP Lublin – 11 – 31 stycznia 2023[45]
- Ekslibrisy – Biblioteka Główna Miejsko-Gminna Biblioteka Publiczna im. Zbigniewa Herberta w  Łęcznej 2023[46]
- Robert Znajomski In Memoriam Grafika – Centrum Pracy Twórczej w Ciechankach Dwór Lacherta 13 kwietnia – 15 maja 2023[47]
- Farby i Stare Książki – Synagoga Barczewska[48]
- Galeria Sztuki Po Prawej Stronie Wisły – Warszawa 2023[49]
- Muzeum Ziemi Lubartowskiej w Lubartowie – Retrospektywa 2024[50]
- Centrum Kultury w Łęcznej – Retrospektywa 2024[51]

## Prace w muzeach
- Miniatury w zbiorach Muzeum Miniaturowej Sztuki Profesjonalnej Henryk Jan Dominiak w Tychach[52]
- Muzeum Papiernictwa w Dusznikach Zdroju[53].
- Muzeum im. ks. Jana Dzierżonia w Kluczborku[53]
- BWA Zamość[53]
- Muzeum im. ks. Stanisława Staszica  w Hrubieszowie[53]
- Biblioteka Wojewódzka im. Hieronima Łopacińskiego w Lublinie[53]
- Muzeum Kresów w Lubaczowie[53]
- Fundacja Niezła Sztuka w Łodzi[53].

## Nagrody
- II Miejsce w konkursie plastycznym pt. Inwazja Aniołów w Muzeum Ziemi Krajeńskiej w Nakle nad Notecią – 2010[54]
- II Nagroda w Kategorii Grafika i Rysunek w XV Ogólnopolskim Biennale Twórczości Plastycznej Nauczycieli – Lublin – 2020[55]
- III Nagroda w 23 Ogólnopolskiej Wystawie Twórczości Pedagogów Plastyki Rzeszów 2007 – Wojewódzki Dom Kultury w Rzeszowie – 2007[56]
- Nagroda Kulturalna Województwa Lubelskiego za całokształt działalności kulturalnej 2013[57]
- Wyróżnienie Honorowe w 24 Ogólnopolskiej Wystawie Twórczości Pedagogów Plastyki Rzeszów 2008 – Wojewódzki Dom Kultury w Rzeszowie – 2008[58]
- Wyróżnienie w 8 Międzynarodowym Biennale Twórczości Artystycznej Nauczycieli w Tarnowie 2015[59]
- Wyróżnienie w Kategorii Malarstwo i Rysunek w XIII Ogólnopolskim Biennale Twórczości Plastycznej Nauczycieli – Zamość – 2016[60]
- Wyróżnienie w Kategorii Grafika w XIV Ogólnopolskim Biennale Twórczości Plastycznej Nauczycieli – Lublin – 2018[61]
- Wyróżnienie w Kategorii Grafika w XXV Ogólnopolskim Konkursie Literacko-Plastyczno-Fotograficznym pod hasłem Natura Moich Okolic 2020 – Zielona Góra – 2020[62]
- Wyróżnienie Specjalne (pośmiertnie) w Kategorii Grafika w XXVI Ogólnopolskim Konkursie Literacko-Plastyczno-Fotograficznym pod hasłem Natura Moich Okolic 2021 – Zielona Góra – 2021[63]
- Nagroda na 7 Międzynarodowym Biennale Mail-Artu Spanishflu – Węgry 2018[64]

## Publikacje
- Robert Znajomski – Kreski i Kreseczki, Wydawnictwo Werset Lublin 2021[65]
- Ekslibrisy Wydawnictwo Werset Lublin 2022[66]
- Antologia literacka o zwierzętach -  Wydawnictwo Świętego Macieja Apostoła - Lubliniec 2024